# 贝尔肯布吕克
贝尔肯布吕克（德語：Berkenbrück）是德国勃兰登堡州的市镇，隶属于奥得-施普雷县，总面积为17.71平方千米，截至2020年总人口为1015人。